# Équipe de Belgique de football en 1955
Maillots
Chronologie
Saison précédente Saison suivante
Les débuts du nouvel entraîneur André Vandeweyer sont difficiles, l'équipe de Belgique de football perd ses cinq premières rencontres en 1955 avant d'aligner un partage et une première victoire à la Noël.

## Résumé de la saison
Les deux premières défaites le sont toutefois par le plus petit écart, d'abord en Italie à Bari (1-0), puis à Amsterdam face aux Pays-Bas (1-0), qui évoluaient pourtant sans Abe Lenstra, blessé.
Les Diables Rouges enchaînent ensuite avec une double confrontation contre la Tchécoslovaquie de la génération Masopust, futur finaliste de la Coupe du monde 1962. Josef Masopust allait par ailleurs terminer sa carrière en Belgique au RCS Schaerbeek. Sans surprise, les Belges s'inclinent par deux fois, aussi bien à domicile (1-3) qu'à l'extérieur (5-2) face à des Tchèques développant un bien meilleur football grâce notamment à un très bon jeu de position et d'excellentes combinaisons.
Le déplacement à Prague était jumelé avec une rencontre à Bucarest face à la Roumanie qui réussissait généralement bien aux Belges.  À l'évidence, les Roumains avaient bien progressé, proposant un jeu technique et rapide, parfois trop rapide pour des Diables Rouges qui avaient modifié leur occupation de terrain, replaçant Mermans aux côtés de Coppens. Si le niveau était meilleur que face aux Tchèques, il allait toutefois s'avérer insuffisant et la Belgique s'incline (1-0).
Les plats pays se retrouvent à Rotterdam pour la seconde opposition de l'année et lorsqu'après 10 minutes à peine les deux parties avaient déjà marqué, la véritable ambiance de derby envahit le Stade de Feyenoord, tant dans les travées que sur le terrain. Les deux équipes disputent une partie engagées et équilibrée se traduisant par un partage (2-2) au terme de la confrontation.
L'année se termine sur une note positive quand les Diables Rouges parviennent à défaire leurs voisins français (2-1) le jour de Noël. Les Bleus étaient pourtant invaincus depuis neuf rencontres avec en point d'orgue un nul (2-2) à Moscou face au futur ogre soviétique dont les buts étaient déjà défendus par Lev Yachine, la Panthère Noire.

## Les matchs
| Match amical                                                     | Italie        | 1 - 0   | Belgique | Stadio della Vittoria (it) Bari, Italie                |                                                        |
| 16 janvier 1955 · 14:30 heure locale · Historique des rencontres | Boniperti 43e | (1 – 0) |          | Spectateurs : 42 000 Arbitrage : Sándor Harangozó (hu) | Spectateurs : 42 000 Arbitrage : Sándor Harangozó (hu) |
| 16 janvier 1955 · 14:30 heure locale · Historique des rencontres | Rapport       |         |          | Spectateurs : 42 000 Arbitrage : Sándor Harangozó (hu) | Spectateurs : 42 000 Arbitrage : Sándor Harangozó (hu) |

| Match amical                                                  | Pays-Bas   | 1 - 0   | Belgique | Stade olympique Amsterdam, Pays-Bas           |                                               |
| 3 avril 1955 · 14:30 heure locale · Historique des rencontres | Dillen 31e | (1 – 0) |          | Spectateurs : 60 000 Arbitrage : Arthur Ellis | Spectateurs : 60 000 Arbitrage : Arthur Ellis |
| 3 avril 1955 · 14:30 heure locale · Historique des rencontres | Rapport    |         |          | Spectateurs : 60 000 Arbitrage : Arthur Ellis | Spectateurs : 60 000 Arbitrage : Arthur Ellis |

| Match amical                                                 | Belgique         | 1 - 3   | Tchécoslovaquie                       | Stade du Heysel Laeken, Belgique                |                                                 |
| 5 juin 1955 · 16:00 heure locale · Historique des rencontres | Pluskal 4e (csc) | (1 – 1) | Crha (cs) 23e · Trnka 65e · Kraus 85e | Spectateurs : 49 462 Arbitrage : Carl Jorgensen | Spectateurs : 49 462 Arbitrage : Carl Jorgensen |
| 5 juin 1955 · 16:00 heure locale · Historique des rencontres | Rapport          |         |                                       | Spectateurs : 49 462 Arbitrage : Carl Jorgensen | Spectateurs : 49 462 Arbitrage : Carl Jorgensen |

| Match amical                                                       | Tchécoslovaquie                                                           | 5 - 2   | Belgique                        | Stade de Strahov Prague, Tchécoslovaquie      |                                               |
| 25 septembre 1955 · 15:00 heure locale · Historique des rencontres | Šimanský (en) 10e · Přáda (cs) 18e 20e · Pazdera (cs) 64e · Crha (cs) 84e | (3 – 1) | Coppens 31e (pen.) · Orlans 60e | Spectateurs : 55 000 Arbitrage : Andor Dorogi | Spectateurs : 55 000 Arbitrage : Andor Dorogi |
| 25 septembre 1955 · 15:00 heure locale · Historique des rencontres | Rapport                                                                   |         |                                 | Spectateurs : 55 000 Arbitrage : Andor Dorogi | Spectateurs : 55 000 Arbitrage : Andor Dorogi |

| Match amical                                                       | Roumanie           | 1 - 0   | Belgique | Stadionul 23 August Bucarest, Roumanie        |                                               |
| 28 septembre 1955 · 15:30 heure locale · Historique des rencontres | Georgescu (de) 69e | (0 – 0) |          | Spectateurs : 90 000 Arbitrage : Martin Macko | Spectateurs : 90 000 Arbitrage : Martin Macko |
| 28 septembre 1955 · 15:30 heure locale · Historique des rencontres | Rapport            |         |          | Spectateurs : 90 000 Arbitrage : Martin Macko | Spectateurs : 90 000 Arbitrage : Martin Macko |

| Match amical                                                     | Pays-Bas     | 2 - 2   | Belgique          | Stade de Feyenoord Rotterdam, Pays-Bas            |                                                   |
| 16 octobre 1955 · 14:30 heure locale · Historique des rencontres | Appel 9e 53e | (1 – 1) | Jacquemyns 4e 49e | Spectateurs : 58 000 Arbitrage : Giorgio Bernardi | Spectateurs : 58 000 Arbitrage : Giorgio Bernardi |
| 16 octobre 1955 · 14:30 heure locale · Historique des rencontres | Rapport      |         |                   | Spectateurs : 58 000 Arbitrage : Giorgio Bernardi | Spectateurs : 58 000 Arbitrage : Giorgio Bernardi |

| Match amical                                                      | Belgique                         | 2 - 1   | France       | Stade du Heysel Laeken, Belgique                |                                                 |
| 25 décembre 1955 · 14:30 heure locale · Historique des rencontres | Jadot 43e · H. Van den Bosch 76e | (1 – 0) | Piantoni 63e | Spectateurs : 56 540 Arbitrage : Jan Bronkhorst | Spectateurs : 56 540 Arbitrage : Jan Bronkhorst |
| 25 décembre 1955 · 14:30 heure locale · Historique des rencontres | Rapport                          |         |              | Spectateurs : 56 540 Arbitrage : Jan Bronkhorst | Spectateurs : 56 540 Arbitrage : Jan Bronkhorst |

## Les joueurs
| Joueurs                 | Joueurs                   | Amical | Amical | Amical | Amical | Amical | Amical | Amical |
| ----------------------- | ------------------------- | ------ | ------ | ------ | ------ | ------ | ------ | ------ |
| Gardiens de but         |                           |        |        |        |        |        |        |        |
| Henri Meert             | RSC Anderlechtois         | 90     | 90     | 90     |        |        |        |        |
| Léopold Gernaey         | AS Ostende KM             | r      | r      | r      | 90     | 90     | 90     | r      |
| Guy Delhasse            | RFC Liégeois              |        |        |        | r      | r      |        |        |
| Alfons Dresen           | K Lierse SK               |        |        |        |        |        | r      | 90     |
| Défenseurs              |                           |        |        |        |        |        |        |        |
| Marcel Dries            | K Berchem Sport           | 90     | 90     | 90     | 90     | 90     | 90     | 90     |
| Alphons Van Brandt      | K Lierse SK               | 90     | 90     | 90     | 90     | 90     | 90     | 90     |
| Jef Van der Linden      | Royal Antwerp FC          | r      |        |        |        |        |        |        |
| Henri Diricx            | Union Saint-Gilloise      |        | r      | r      | r      | r      | r      | r      |
| Milieux                 |                           |        |        |        |        |        |        |        |
| Louis Carré             | RFC Liégeois              | 90     | 90     | 90     | 90     | 90     | 90     | 90     |
| Constant Huysmans       | R Beerschot AC            | 90     | 90     |        | 90     | 90     | 90     | 90     |
| Victor Mees             | Royal Antwerp FC          | 90     | 90     | 90     | 90     | 90     | 90     | 90     |
| Robert Van Kerkhoven    | Daring Club de Bruxelles  | r      | r      | r      | r      | r      | r      | r      |
| François Degelas        | RSC Anderlechtois         |        |        | 90     | 90     | 90     |        |        |
| Richard Orlans          | ARA La Gantoise           |        |        | 90     | 90     | 90     | 90     | r      |
| Joseph Givard           | Standard de Liège         | 90     | 90     |        |        |        |        |        |
| Jean Jadot              | Standard de Liège         |        |        | 90     |        |        |        | 90     |
| Sébastien Jacquemyns    | Union Saint-Gilloise      |        |        |        | r      | 90     | 90 ,   |        |
| Frans Reyniers          | Racing Club de Malines    |        |        |        |        |        | 90     |        |
| Jean Mathonet           | Standard de Liège         |        |        |        |        |        | 90     | 90     |
| Jef Jurion              | RSC Anderlechtois         |        |        |        |        |        |        | 90     |
| Attaquants              |                           |        |        |        |        |        |        |        |
| Victor Lemberechts      | RFC Malinois              | 90     |        |        |        |        |        |        |
| Rik Coppens             | R Beerschot AC            | 90     | 90     | r      | 90     | 90     | 90     |        |
| Denis Houf              | Standard de Liège         | 90     | 90     | 90     |        |        |        |        |
| Jef Mermans             | RSC Anderlechtois         | 90     | r      | 90     | r      | 90     | r      | 90     |
| Hippolyte Van den Bosch | RSC Anderlechtois         | r      |        | 90     |        |        |        | 90     |
| Jef Vliers              | Racing Club de Bruxelles  |        | 90     |        | 90     | r      |        |        |
| André Piters            | Standard de Liège         |        | 90     |        |        |        |        |        |
| Mathieu Bollen          | K Waterschei SV THOR Genk |        |        |        | 90     | r      |        |        |

Un « r » indique un joueur qui était parmi les remplaçants mais qui n'est pas monté au jeu.
1. 1 2 3 4 5 6 7 8  Première sélection officielle pour le joueur.
2. 1 2 3  Premier but officiel pour le joueur.
3. 1 2 3  Dernière sélection officielle pour le joueur.

## Sources